# Modprobe
modprobe é um programa para Linux originalmente escrito por Rusty Russell, usado para adicionar ou remover um módulo no Linux. Este programa é usado indiretamente através do udev.